# Mort ou presque

Mort ou presque (Almost Dead) est un film américain de Ruben Preuss sorti en 1994. Il met en vedette l'actrice Shannen Doherty, un professeur de psychologie. Le film n'a pas été un succès au cinéma[réf. nécessaire].

## Synopsis
Le docteur Katherine Roshak, professeur de psychologie (Shannen Doherty) se dit hantée par sa mère morte dans un accident. Elle est alors aidée par le détective Dominic Delaserra (Costas Mandylor) dont elle tombe amoureuse.

## Fiche technique
- Titre français : Mort ou presque
- Titre original : Almost Dead
- Réalisation : Ruben Preuss
- Scénario : Miguel Tejada-Flores et William Valtos
- Production : Ruben Preuss et Ron Rothstein
- Musique : James Donnellan
- Montage : John Currin
- Photographie : Zoran Hochstatter
- Sociétés de distribution : Showcase Entertainment, Delta Entertainment et Zuban Productions
- Pays : États-Unis
- Durée : 92 minutes
- Dates de sorties : 24 mars 1994 (États-Unis), 10 janvier 1995 (Grèce) et 15 mai 1995 (Allemagne).

## Distribution
- Shannen Doherty : Katherine Roshak
- Costas Mandylor : Dominic Delaserra
- John Diehl : Eddie Herbek
- William R. Moses : Jim Schneider
- Steve Inwood (en) : chef de police
- Penelope Branning : Mme Roshak
- William Allen Young : Henzes
- Eric Christmas : père Ambrose
- George Wallace : le gardien